# 田村憲久
田村 憲久（たむら のりひさ、1964年〈昭和39年〉12月15日 - ）は、日本の政治家。自由民主党所属の衆議院議員（10期）、自由民主党三重県支部連合会会長、裁判官訴追委員会委員長。
厚生労働大臣（第16・23代）、働き方改革担当大臣、総務副大臣（第1次安倍内閣）、文部科学大臣政務官（第1次小泉第2次改造内閣・第2次小泉内閣）、厚生労働大臣政務官（第1次小泉内閣）、衆議院厚生労働委員長、自民党副幹事長等を歴任した。

## 来歴

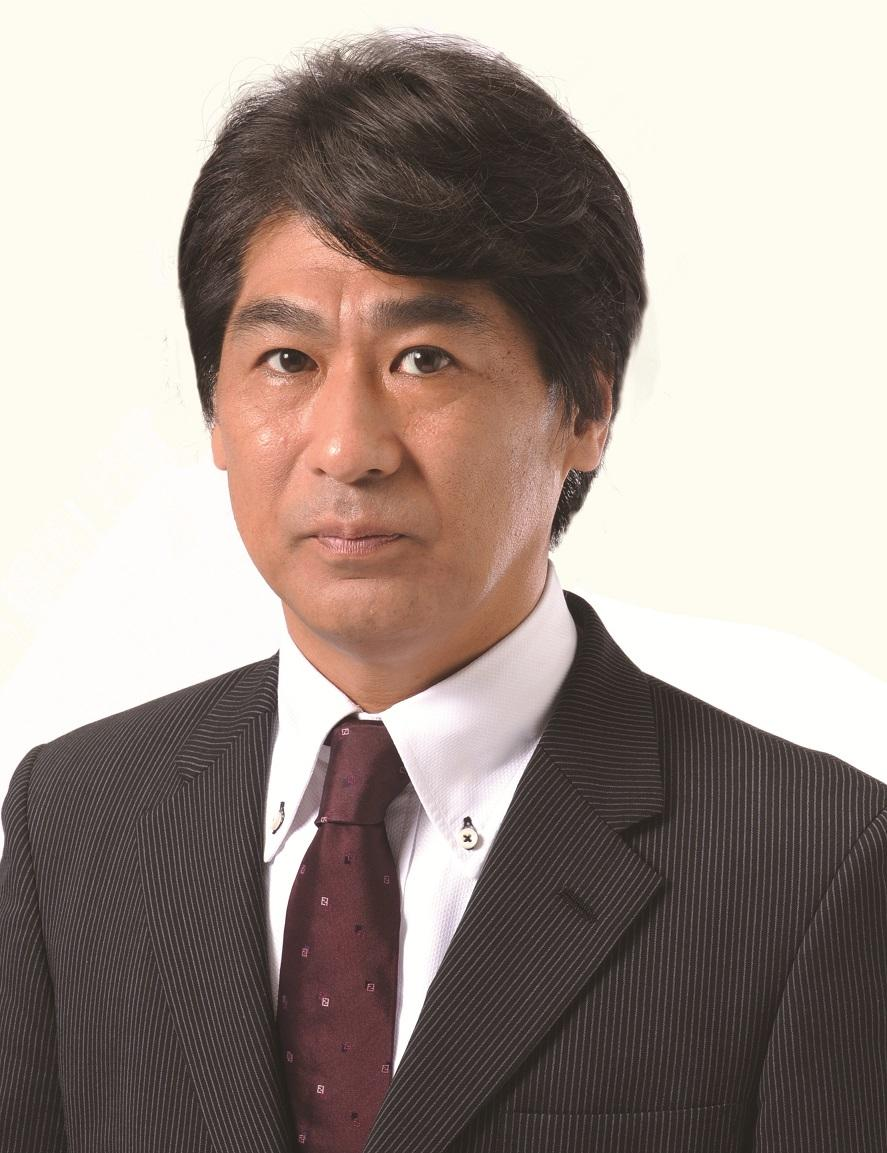
内閣広報室より公表された肖像
（2012年 撮影）

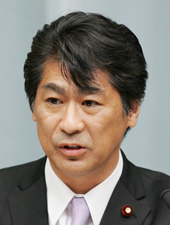
2012年12月、厚生労働大臣就任時の会見にて

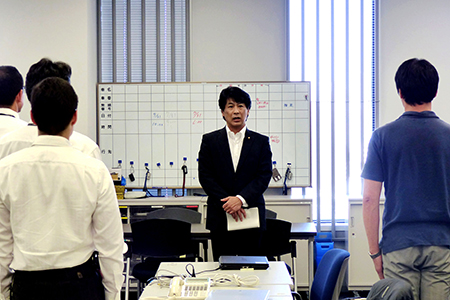
2014年7月、関東信越厚生局麻薬取締部にて

三重県松阪市生まれ（現住所は同市船江町）。田村憲司の二男。松阪市立幸小学校、高田中学校、三重県立松阪高等学校、千葉大学法政経学部経済学科卒業。同大学卒業後の1988年（昭和63年）、日本土建に入社。1994年（平成6年）から伯父・田村元の秘書を務める。
1996年（平成8年）、引退する伯父・元の地盤を引き継ぎ、第41回衆議院議員総選挙に自由民主党公認で三重4区から出馬し、初当選。
2002年（平成14年）に第1次小泉内閣で厚生労働大臣政務官（医療、年金、介護、福祉等の社会保障分野の担当）2003年（平成15年）に第1次小泉第2次改造内閣で文部科学大臣政務官（科学技術・学術、文化担当）に任命。2003年から自民党三重県連会長を務める。2006年（平成18年）に発足した第1次安倍内閣では総務副大臣（情報通信、郵政民営化の担当）を務めた。
2009年（平成21年）の第45回衆議院議員総選挙では、三重4区で民主党の森本哲生に敗れるが、重複立候補していた比例東海ブロックで復活し5選（惜敗率2位）。2010年9月に発足した自由民主党シャドウ・キャビネットでは「厚生労働大臣」に就任。
2012年（平成24年）12月の第46回衆議院議員総選挙では、三重4区で前回敗れた森本を下し6選。選挙後に発足した第2次安倍内閣で厚生労働大臣に任命され、初入閣。2014年（平成26年）の内閣改造で退任。同年にそれまで所属していた平成研究会を退会し無派閥となった。2015年（平成27年）には水月会に参加。
2017年（平成29年）の第48回衆議院議員総選挙では、三重県内小選挙区の区割り変更に伴い三重1区で出馬し、8選。
2017年（平成29年）、三重県陸上競技協会長に就任。
2018年（平成30年）7月23日の記者会見で所属する派閥の代表を務める石破茂の自由民主党総裁選挙出馬について「我々としては立候補してほしいという思いはある。決して安倍首相が駄目だというつもりはないが、安倍さんだけというのも政権与党として無責任。もし安倍さんが支持を受けなくなれば、次がいるという形を作る必要がある」と述べた。
2020年9月16日、安倍内閣の退陣に伴い発足した菅義偉内閣では約6年ぶりに厚生労働大臣に就任した。
2021年10月31日の第49回衆議院議員総選挙で9選。
2023年9月、宏池会に入会し、副会長に就任。また、自民党政務調査会長代行に就任。
2024年10月27日の第50回衆議院議員総選挙で10選。

## 政策・主張

### 憲法問題
- 憲法改正について、2017年のアンケートでは「どちらとも言えない」と回答[22]。2021年のアンケートでは「賛成」と回答[23]。
- 憲法9条への自衛隊の明記について、2021年のアンケートで「どちらかといえば賛成」と回答[24]。
- 安全保障関連法の成立について、2017年のアンケートで「評価する」と回答[22]。
- 集団的自衛権の行使を認める閣議決定が行われたことを大いに評価する[25]。

### ジェンダー問題
- 選択的夫婦別姓制度の導入について、2014年のアンケートでは「反対」と回答[25]。2017年、2021年のアンケートでは「どちらとも言えない」と回答[22][23]。
- 同性婚を可能とする法改正について、2021年の朝日新聞社のアンケートでは「どちらとも言えない」と回答[23]。2021年のNHKのアンケートでは回答しなかった[24]。
- 「LGBTなど性的少数者をめぐる理解増進法案を早期に成立させるべきか」との問題提起に対し、「賛成」と回答[23]。
- クオータ制の導入について、2021年のアンケートで「どちらかといえば反対」と回答[24]。

### 危険ドラッグ
危険ドラッグ（脱法ドラッグ）について、従来は成分構造が似ていても個々の物質ごとに検証が必要で指定に時間がかかり、検証の間に構造の一部を変えたドラッグが出回るなど、いたちごっこが続いていたが、それらへの対策として、成分構造が似ていればまとめて規制可能な包括指定の導入や、それまで規制のなかった危険ドラッグの所持、使用などについても禁止する法改正に取り組んだ。また、関東信越厚生局麻薬取締部を視察した際、危険ドラッグの販売店自体が社会悪であるとして、取り締まりの強化を要望した。

### 生活保護
生活保護について、自民党の「手当より仕事」を基本とした、給付水準の引き下げの公約や、デフレで物価が下落傾向にある中でも給付水準を見直さなかった結果、生活保護のうち生活費に充てる「生活扶助」が、低所得世帯の生活費を上回る現象が起きていたことを踏まえて、保護費の引き下げを決定した。また、財務省などが先発医薬品の使用を望む受給者に後発医薬品（ジェネリック医薬品）との差額を負担させる案を検討していることについては、「大胆すぎる。そこまでは考えていない。」と述べ、義務や強制ではない後発薬の使用促進やその仕組みをつくりたいとの考えを示した。なお、自民党は第46回衆議院議員総選挙の公約で、医療扶助が保護費の半分近くを占めていることへの対策として後発医薬品の使用義務化を掲げていた。

### 受動喫煙問題
2017年、受動喫煙防止を目的とした健康増進法改正案について、自民党と厚生労働省の案をまとめる役割を務めていた。自民党案は「禁煙・分煙・喫煙」の表示を義務化して喫煙店を維持する案であったため、塩崎恭久厚労相が「職場の歓送迎会や会合・会食などで喫煙可能な店だったときには、事実上これは拒否できないので、望まない受動喫煙"イヤイヤ受動喫煙"こういう事態を強いられることになる」と問題点を指摘していたが、田村は「喫煙ボックスで吸う話になって、食事する所で吸う場合にはならないから、たぶん『イヤイヤ受動喫煙』する方、望まざる受動喫煙をする方はいないだろう」として塩崎の主張を退け、自民党案を軸とした法案の合意に意欲を示した。

### その他
- 「原子力発電への依存度について今後どうするべきか」との問題提起に対し、2021年のアンケートで「現状を維持すべき」と回答[24]。
- アベノミクスについて、2017年のアンケートで「評価する」と回答[22]。
- 安倍内閣による森友学園問題・加計学園問題への対応について、2017年のアンケートで「どちらとも言えない」と回答[22]。
- 日本の防衛力はもっと強化すべきことにどちらかと言えば賛成[25]。
- 首相の靖国神社参拝にはどちらかと言えば賛成[25]。
- 永住外国人の地方参政権を認め、外国人労働者の受け入れを進めるべきかについてはどちらとも言えない[25]。
- 北朝鮮に対しては対話よりも圧力を優先すべきかについてはどちらとも言えない[25]。
- 公共事業による雇用確保は必要かについてはどちらとも言えない[25]。
- 日本でもカジノを解禁すべきかについてはどちらとも言えない[25]。
- 女性宮家に反対[43]。

## 不祥事・疑惑
徳洲会幹部との会食問題
- 厚生労働大臣時代の2013年5月17日頃、医療法人徳洲会グループの副理事長ら最高幹部4人と料亭で会食していた[44]。この席では、自民党の園田修光が立候補した同年7月の参議院選挙運動の支援を要請していたと言われている[45]。11月8日の厚生労働委員会で田村は「幹部と会ったかどうかは定かでない」と述べ、菅義偉官房長官も記者会見で「閣議前に田村氏から話があった。大臣規範にのっとって適切に対応しているので問題ない」との見解を示した[46]が、13日の同委で田村は「同僚議員に誘われた酒席に徳洲会の方々がおられた」と認めた。徳田毅陣営の選挙違反事件捜査に関わる話はしていないとしているが、産経新聞は徳洲会が病院職員らを使った選挙運動をしていることを田村が認識していた場合は、大臣の資格にかかわると述べている[47]。
- 田村は会食の代金については、自身が払ったことはないと思うとし、徳洲会に払ってもらった記憶もないと述べた[48]。同年6月に徳田の姉（同事件の公職選挙法違反容疑で逮捕）と大臣室で面会していたことについては、当初は徳田が姉に同行していたと説明したが、数分後に園田だったと訂正。面会の経緯については、徳田の姉は自身が通っていた眼科医で、「たわいもない話をして帰られただけ」と説明した[49][48]。
- 田村は徳洲会との関係について「そもそも『徳洲会』と私はつきあいがほとんどなく、政治献金を受けたりパーティー券を買ってもらったという記録は全くない」と述べている[50]。

## 人物・発言
- 鳩山邦夫主宰の派閥横断型政策グループ「きさらぎ会」の役員を務めている[51]。
- 「一番初めにアベノミクスという言葉を安倍総理というか総裁に伝えたのは私です」と述べている[52]。
- 自らの喫煙歴について、「厚労相になるためではないが、数年前にたばこをやめた」と述べている[53]。
- 住所は松阪市茶与町[54]。
- 2018年6月15日の衆院厚生労働委員会において、受動喫煙対策についての意見を述べているがん患者の参考人に対し、穴見陽一が｢いい加減にしろ｣とやじを飛ばした問題について、田村は「そもそもやじなのか。委員長は静粛に、と求めておらず、審議の妨害になっていない」と発言し、穴見を擁護した[55]。
- 2021年6月3日、政府の新型コロナウイルス感染症対策分科会長の尾身茂が参議院厚生労働委員会に出席。東京オリンピック開催について、「パンデミックで（五輪を）やることが普通でない」「政府に言っても、IOCに届かないと意味がない」と述べ、IOCに提言を伝える方法を検討していることを明かした[56]。これを受けて田村は6月4日、閣議後の会見で「自主的な研究の成果の発表ということだと思う。そういう形で受け止めさせていただく」と述べた[57][58][59]が、6月8日の閣議後に田村は「質問は分科会以外の場での発表をどう受けとめるのかということだったので、分科会以外の発表でも、参考になるものはしっかりと参考にさせていただくということを言いたかった。分科会のクレジットがついていないので、自主的な研究という形で申し上げた」「説明の仕方が悪かった」と述べた[60]。

### 統一教会との関係
2017年11月28日、政治評論家で元衆議院議員の長野祐也の編著『政界キーパーソンに聞くPART17』『医療界キーパーソンに聞くPART4』（共に統一教会関連団体の世界日報社刊）の出版を祝う会が都内で開かれ、自民党の高村正彦、石破茂、加藤勝信、塩崎恭久、田村憲久、立憲民主党の福山哲郎、希望の党の玉木雄一郎、長島昭久、細野豪志、読売新聞の橋本五郎特別編集委員らが激励のあいさつをした。発起人代表として木下義昭・世界日報社会長が冒頭のあいさつを行った。

## 家族・親族
田村家
- 高祖父・光可（土佐の武士）
- 曽祖父・猛雄麿（三重県宇治山田の医師）
- 祖父・秢[62]（1894年 - 1991年、弁護士、衆議院議員） - 三重県松阪市茶与町[5]、同市垣鼻町[62]に居住した。
- 父・憲司[5][62]（1931年 - 2021年、ZTV社長・日本土建名誉会長）
- 兄・欣也[5]（日本土建代表取締役会長）
- 妻・圭子（元ZTVアナウンサー）
- 娘[63]・真子[64]（TBSアナウンサー、1996年 - ）

親戚
- 甥・田村賴一（日本土建社長）
- 伯父・田村元[65]（1924年 - 2014年、衆議院議員） - 労働大臣や運輸大臣、通商産業大臣、衆議院議長などを歴任した[66]。
- 伯父（元）の娘壻・盛山正仁（衆議院議員、第30代文部科学大臣）[67]

## 選挙歴
| 当落 | 選挙                   | 執行日         | 年齢 | 選挙区      | 政党       | 得票数     | 得票率 | 定数 | 得票順位 /候補者数 | 政党内比例順位 /政党当選者数 |
| ---- | ---------------------- | -------------- | ---- | ----------- | ---------- | ---------- | ------ | ---- | ------------------ | ---------------------------- |
| 当   | 第41回衆議院議員総選挙 | 1996年10月20日 | 31   | 三重県第4区 | 自由民主党 | 7万8383票  | 47.75% | 1    | 1/3                | /                            |
| 当   | 第42回衆議院議員総選挙 | 2000年06月25日 | 35   | 三重県第4区 | 自由民主党 | 9万7276票  | 62.78% | 1    | 1/3                | /                            |
| 当   | 第43回衆議院議員総選挙 | 2003年11月09日 | 38   | 三重県第4区 | 自由民主党 | 9万4379票  | 60.38% | 1    | 1/3                | /                            |
| 当   | 第44回衆議院議員総選挙 | 2005年09月11日 | 40   | 三重県第4区 | 自由民主党 | 9万1832票  | 53.81% | 1    | 1/2                | /                            |
| 比当 | 第45回衆議院議員総選挙 | 2009年08月30日 | 44   | 三重県第4区 | 自由民主党 | 8万4583票  | 48.49% | 1    | 2/3                | 1/6                          |
| 当   | 第46回衆議院議員総選挙 | 2012年12月16日 | 48   | 三重県第4区 | 自由民主党 | 8万6131票  | 57.53% | 1    | 1/3                | /                            |
| 当   | 第47回衆議院議員総選挙 | 2014年12月14日 | 49   | 三重県第4区 | 自由民主党 | 9万4725票  | 74.50% | 1    | 1/2                | /                            |
| 当   | 第48回衆議院議員総選挙 | 2017年10月22日 | 52   | 三重県第1区 | 自由民主党 | 10万9584票 | 53.82% | 1    | 1/2                | /                            |
| 当   | 第49回衆議院議員総選挙 | 2021年10月31日 | 56   | 三重県第1区 | 自由民主党 | 12万2772票 | 63.09% | 1    | 1/3                | /                            |
| 当   | 第50回衆議院議員総選挙 | 2024年10月27日 | 59   | 三重県第1区 | 自由民主党 | 10万7926票 | 57.57% | 1    | 1/3                | /                            |

## 所属団体・議員連盟
- 一般社団法人 LGBT理解増進会 (顧問)
- 日本会議国会議員懇談会[68]
- 神道政治連盟国会議員懇談会[68]
- みんなで靖国神社に参拝する国会議員の会[68]
- 全国はちみつ公正取引協議会（顧問）
- イクメン議員連盟（共同座長）
- 自民党動物愛護管理推進議員連盟
- TPP交渉における国益を守り抜く会
- 子どもの貧困対策推進議員連盟（2016年2月23日に設立、初代会長）[69]
- ラーメン文化振興議員連盟（幹事長）[70]
- 中日ドラゴンズ応援議員連盟（名誉会長）[71]

## 出演番組
- 太田光の私が総理大臣になったら…秘書田中。
- ビートたけしのTVタックル

## 論文
- CiNii収録論文（No.2を除く） 国立情報学研究所